# Estación de Santa Comba Dão
La Estación Ferroviaria de Santa Comba Dão, también conocida como Estación de Santa Comba Dão, es una plataforma de ferrocarriles de las líneas de Beira Alta y de Dão, que sirve al Ayuntamiento de Santa Comba Dão, en el distrito de Viseu, en Portugal.

## Características

### Localización y accesos
La estación se encuentra junto a la localidad de Vimieiro, teniendo acceso por la Calle de la Estación.

### Descripción física
En enero de 2011, presentaba tres vías de circulación, con 433, 420 y 311 metros de longitud; las plataformas tenían todas 367 metros de extensión, y 45 a 50 centímetros de altura.

## Historia

### Inauguración
La estación se encuentra en el tramo entre Pampilhosa y Vilar Formoso de la línea de Beira Alta, que entró en servicio, de forma provisional, el 1 de julio de 1882, siendo la línea completamente inaugurada, entre Figueira da Foz y la frontera con España, el 3 de agosto del mismo año, por la Compañía de los Caminhos de Ferro Portugueses de Beira Alta.
En el momento de la inauguración, la estación distaba cerca de dos kilómetros de la localidad de Santa Comba Dão, por lo que, junto a la estación, se formó luego una concentración poblacional, de reducidas dimensiones, con almacenes, alojamiento y otros establecimientos comerciales, que vendría a expandirse y recibir la denominación de Santa Comba-plataforma; célebre por haber sido el lugar de nacimiento y residencia del político António de Oliveira Salazar.

### SigloXX
En 1932, fue ampliada la plataforma entre la primera y segunda líneas, y, en 1933, fue instalada una fosa del tipo Mouras, y fueron modificados los baños. Al año siguiente, estaban en construcción varias rutas, para unir varias localidades en aquella zona a la estación, y en ese año, estaban en proyecto dos líneas ferroviarias a partir de esta plataforma; no obstante, debido al elevado volumen de tráfico que tenía, la estación precisaba de varias mejoras, como la expansión del edificio, de forma que pudiese alojar más servicios, la instalación de una marquesina en la fachada de la estación del lado que da a la calle, y la construcción de una passo superior sobre las vías de la línea de Beira Alta, de forma que garantizase un acceso seguro a la estación donde circulaban las composiciones de la línea del Dão.